# Hollis (Kalifornia)
Hollis – obszar niemunicypalny w Kern County, w Kalifornii (Stany Zjednoczone), na wysokości 128 m.